# F型小惑星
F型小惑星は比較的一般的でない形式の炭素質の小惑星。C型小惑星の範囲に分類される。

## 特徴
一般的にB型小惑星に類似している。しかし、含水鉱物の示す"水"の光の吸収特性であるおおよそ3μmの紫外線の特徴を示しておらず、紫外線スペクトルが0.4μm未満の低い波長の部分とで異なっている。
F型小惑星とB型小惑星は評価基準がSMASS分類に使用されている基準では区別不可能で、この分類はB型小惑星の下に一緒に分類される。